# Fritz-Grunebaum-Sportpark
Fritz-Grunebaum-Sportpark è un impianto sportivo tedesco di Heidelberg.
Inaugurato nel 1996, è intitolato alla memoria di Fritz Grünebaum (1913-1992), imprenditore tedesco-americano originario di Francoforte sul Meno che in gioventù fu rugbista in patria ed è terreno interno del locale club RG Heidelberg.

## Storia
L'impianto fu costruito nel 1996 dal comune di Heidelberg, suo proprietario, con il sostegno finanziario del comitato rugbistico del Baden-Württemberg, competente per area geografica.
L'impianto fu intitolato a Fritz Grünebaum, ebreo tedesco che lasciò la Germania per sfuggire al nazismo e divenne imprenditore del pellame in Massachusetts; lasciò all'università di Heidelberg un legato per una borsa di studio periodica in economia e, avendo giocato a rugby in gioventù, la città stanziò una cifra per un campo intitolato a suo nome.
Il Fritz-Grunebaum-Sportpark è in uso dal comitato regionale e dalla squadra cittadina del RG Heidelberg, nonché sede delle partite della nazionale tedesca maschile.
Lo stadio nacque con una tribuna coperta di 318 posti; successivi ampliamenti intervenuti tra il 2015 e il 2016 per un totale di 420 000 euro hanno ampliato, con la costruzione di una nuova tribuna sul lato opposto del campo, la capienza dell'impianto a 5 000 posti, che lo rendono lo stadio di rugby più capiente di Germania.